# 福田治男
福田 治男（ふくだ はるお、1961年11月4日 - ）は、高校野球指導者。

## 経歴・人物
群馬県桐生市出身。桐生市立昭和中学校、埼玉県立上尾高等学校、東洋大学経営学部卒業。
高校進学に際して、地元の名門・桐生高校ではなく上尾高校を選んだのには、野本喜一郎の熱心な誘いがあった。野本は「高校野球指導者になるにあたり、稲川さんに全て教えてもらった。だから桐生の子は大事にするよ」と福田に話していた。
第61回全国高等学校野球選手権大会に、1番遊撃手でエース・仁村徹らと共に甲子園出場。初戦で牛島和彦、香川伸行らを擁する浪商と対戦、延長戦の末に敗れている。
仁村とともに進学した東洋大学では内野手としてメンバー入り、1年学下に山口敏弘がいた。野球部を引退後は1年留年して卒業。
1985年（昭和60年）から、桐生第一高等学校（当初は桐丘高校）硬式野球部の監督を務め、同校を甲子園出場に導くと1999年の第81回全国高等学校野球選手権大会において夏の甲子園大会全国制覇に導いた。
優勝投手となった正田樹や一場靖弘といったドラフト1位で指名される選手も育成した。小林正人、正田、一場と3学年連続でエースがプロ入りしている。投手育成については中学時代の実績を重視しない立場をとっており、高校入学後に投手転向を勧め、エースにまで成長させるケースも少なくない。
指導方針は徹底した守備力重視である。「野球は守りから」という考えの下、毎年県下ではトップレベルの守備陣を育て上げる。
以前はスパルタ指導をしていたが、飲酒後の選手に対する暴力が発覚して謹慎した後からは指導方針を変えている。現在の野球部の練習時間は平日3時間、休日8時間と、名門校としては比較的少ない部類に属する。「練習は量より中身」「選手には強制より自主性」といった方針転換があったという。
桐生市内では、戦前から戦後にかけて、群馬県立桐生高等学校を強豪に育て上げた名伯楽稲川東一郎の再来とも言われ、「闘将の再来」と評される。
浦和学院高等学校硬式野球部監督の森士監督とは高校、大学の先輩後輩関係であることから、両校は多く練習試合を組んでいる。これが両校の強さにも繋がっている。
2018年8月31日に同校より「総合的な経営判断」として監督交代が発表された。事実上の解任とみられる。同年11月2日には桐生第一を運営する学校法人桐丘学園を10月31日付をもって退職したことが発表された。
[[[2019年の野球|[2019年]]1月17日、利根商業の野球部監督に同年4月1日付で就任することが発表された。

## 甲子園での成績
| 大会     | 1回戦            | 2回戦              | 3回戦           | 準々決勝         | 準決勝        | 決勝             |
| -------- | ---------------- | ------------------ | --------------- | ---------------- | ------------- | ---------------- |
| 1991年春 | ○10-6 奈良       | ○8-7 帝京          | -               | ●2-3x 市川       |               |                  |
| 1993年夏 | ○4-2 光          | ○7-2 宇和島東      | ●6-11 市立船橋  |                  |               |                  |
| 1995年夏 | ●1-3 城北        |                    |                 |                  |               |                  |
| 1998年夏 | ●5-6x 明徳義塾   |                    |                 |                  |               |                  |
| 1999年夏 | ○2-0 比叡山      | ○11-2 仙台育英     | ○4-3 静岡       | ○4-0 桐蔭学園    | ○2-0 樟南     | ○14-1 岡山理大付 |
| 2000年夏 | -                | ●0-5 鳥羽          |                 |                  |               |                  |
| 2003年夏 | ○9-2 神港学園    | ○3-2 樟南          | ○6-5 小松島     | ○5-4 岩国        | ●2-6 常総学院 |                  |
| 2004年春 | ●0-10 明徳義塾   |                    |                 |                  |               |                  |
| 2004年夏 | ●9-15 岡山理大付 |                    |                 |                  |               |                  |
| 2006年夏 | -                | ○6-5 佐賀商        | ●2-5 東洋大姫路 |                  |               |                  |
| 2007年春 | ●0-2 都城泉ヶ丘  |                    |                 |                  |               |                  |
| 2008年夏 | ●1-6 金沢        |                    |                 |                  |               |                  |
| 2014年春 | ○5-1 今治西      | △1-1 ○4-0 広島新庄 | -               | ●4-5x 龍谷大平安 |               |                  |
| 2016年春 | ●5-9 滋賀学園    |                    |                 |                  |               |                  |

- 春：出場5回4勝5敗1分（8強2回）　夏：出場9回13勝8敗（優勝1回・4強1回）